# Monte Comer
La Cima o Monte Comér   è una montagna delle Prealpi Bresciane e Gardesane-Prealpi Gardesane Sud-occidentali  appartenente al gruppo del Pizzocolo-Zingla-Manos e con la sua cima raggiunge i 1.280 m.s.l.m.. Situato nel territorio comunale di Gargnano  fa parte del Parco Alto Garda Bresciano.

## Geografia fisica
È una montagna dalla cima appuntita e si eleva a sud del monte Denervo sovrastando l'abitato di Gargnano.  La cima è erbosa, ricca di affioramenti calcarei,  sormontata da una croce in legno mentre in prossimità si trova un belvedere in legno opera del 2012 dell'ERSAF Lombardia, una croce ferrea, una statuetta in gesso della Madonna e un appostamento per l'osservazione dei rapaci. Il versante S è di aspetto boscoso mentre quello SE è roccioso con pareti strapiombanti nel lago di Garda chiamate pilastri di San Valentino. Il monte Comer è una propaggine del monte Denervo dal quale è separato dalla Bocchetta di Premaur sita a 1251 m.

## Origine del nome
L'origine della parola secondo Arnaldo Gnaga deriverebbe dalla voce "gömer" che significa vomero, in quanto i pendii del suo versante NW, nei tempi passati si prestavano a attività agricole, allo stesso modo è il significato di Coméro frazione con Savallo del comune di Mura in Valsabbia. Invece per Natale Bottazzi l'etimologia del nome è da ricercarsi nella voce dialettale ora non più in uso  "comer" che significa comodo; lo stesso significato del villaggio di Coméro nel Savallo  e il monte Còmero sito in Emilia Romagna. Secondo alcuni l'etimologia della località di Briano,  ai piedi del Monte, viene fatta derivare, tra questi Arnaldo Gnaga, da "brigalis" forma aggettivale della voce celtica "briga" o "brik", che significa monte, secondo altri, come Natale Bottazzi,  da "breial" che significa recinto (da cui deriverebbe anche il nostro bròl-brolo). Ultime ipotesi la fa derivare dal nome dialettale dello spinaccio selvatico Buon Enrico detto localmente "coméra" che vegeta sul monte o da un antroponimico, il nome personale romano di "Comarius" come ad indicare presso gli antichi abitatori il proprietario della montagna.

## Storia
Il territorio venne toccato dal fenomeno del banditismo che imperversò nei secoli XVII-XVIII, con Giovanni Beatrice detto Zuan Zanon o Zanzanon, che fu uno dei più famosi e attivi banditi della Riviera del Garda, come erano di Gargnano e della Val Vestino alcuni componenti la sua banda.
Risulta da documenti che il possesso del monte in antico fu contestato tra le comunità di Tignale e Gargnano e, tra il 1940 e il 1943,  fu un luogo di esercitazioni militari del Battaglione alpini "Vestone" stanziati nella caserma Magnolini di Gargnano.

## Natura

### L'osservatorio rapaci
Cima Comer è un'area naturale protetta di importanza scientifica per le specie floristiche presenti e per la fauna stanziale e migratoria. Così nel 1996 prese avvio da parte del Museo di scienze naturali di Brescia una ricerca scientifica sulla migrazione primaverile dei falconiformi nel Parco regionale dell'Alto Garda Bresciano e Cima Comer si rilevò il punto di maggior concentramento dei falconiformi e uno dei principali punti di concentrazione conosciuti per la migrazione primaverile dei rapaci nell'Italia Settentrionale. Furono conteggiati in totale 9.186 rapaci di 18 specie. I rapaci più osservati furono nel periodo campionario la Poiana comune-Buteo buteo (1.402) e, da maggio, il Falco pecchiaiolo-Pernis apivorus (6.101 individui).

## Panorama
Nei giorni sereni si gode un panorama eccezionale; a nord della Val Vestino, con le sue vette più elevate del Parco regionale dell'Alto Garda Bresciano, da ovest a nord, la Val Vestino con il monte Vesta, il monte Carzen, il monte Manos, il monte Stino, il monte Cingla, mentre la vista sul monte Tombea e il monte Caplone è preclusa dalla dorsale del monte Denervo. Immediatamente alla destra verso est, ma a maggiore distanza, osserviamo la cima del monte Altissimo di Nago, mentre gran parte dell’orizzonte orientale è delimitato dalla lunga cresta sommitale e dalle numerose elevazioni del monte Baldo con cima Telegrafo, l'altura principale. Il Lago di Garda domina la vista mentre a sud il monte Pizzocolo e dai vicini monte Spino e monte Zingla.

## Accessi
Il Monte è raggiungibile comodamente e solamente a piedi percorrendo circa 2 km., su sentiero, partendo da Briano, località del monte di Gargnano. Altri accessi sono presenti da Piovere di Tignale salendo alla Bocchetta di Premaur, da Muslone percorrendo il sentiero detto del Luf fino al Monte.

## Galleria d'immagini

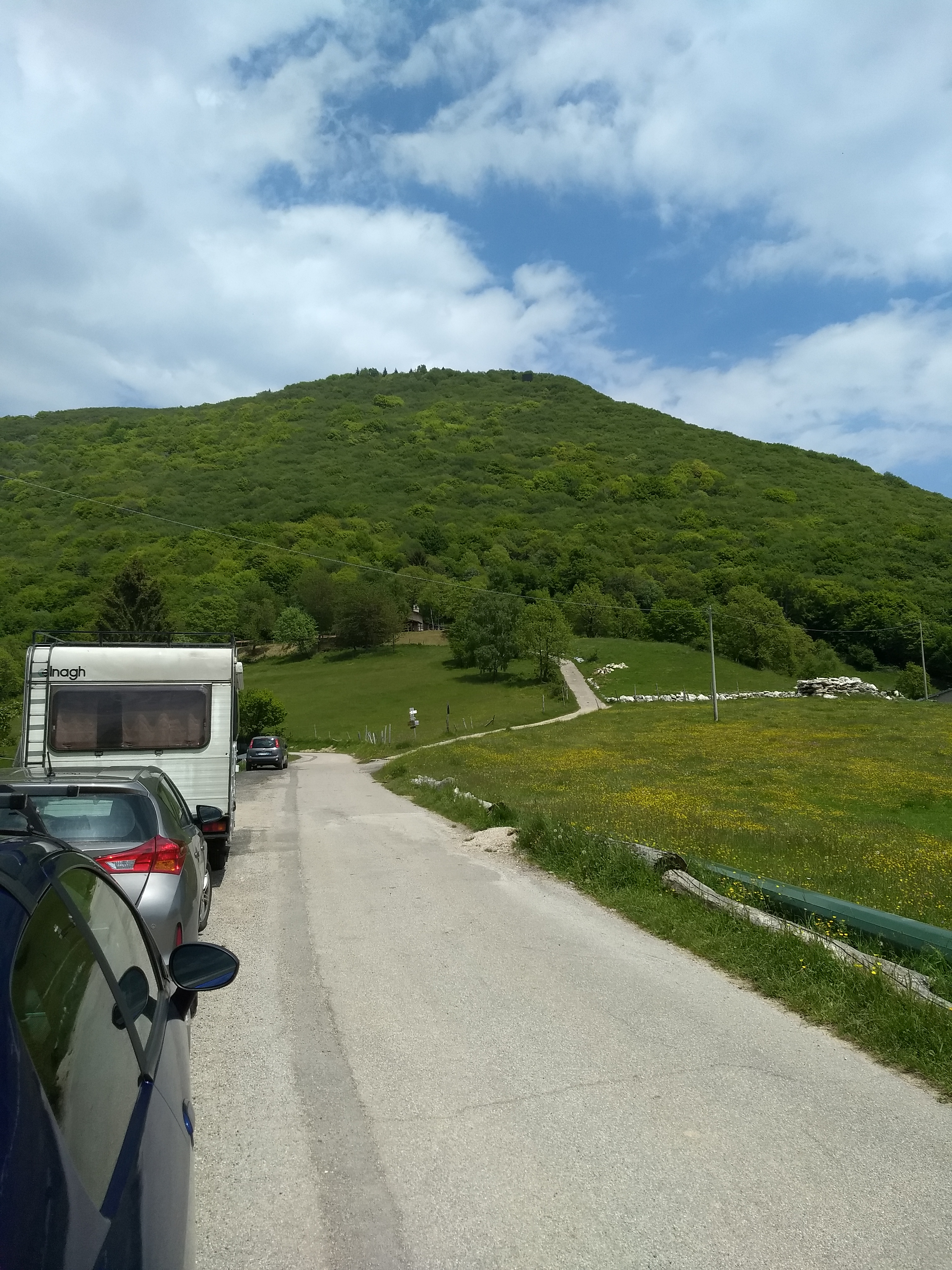
Monte Comer visto da Briano in loc. Destra
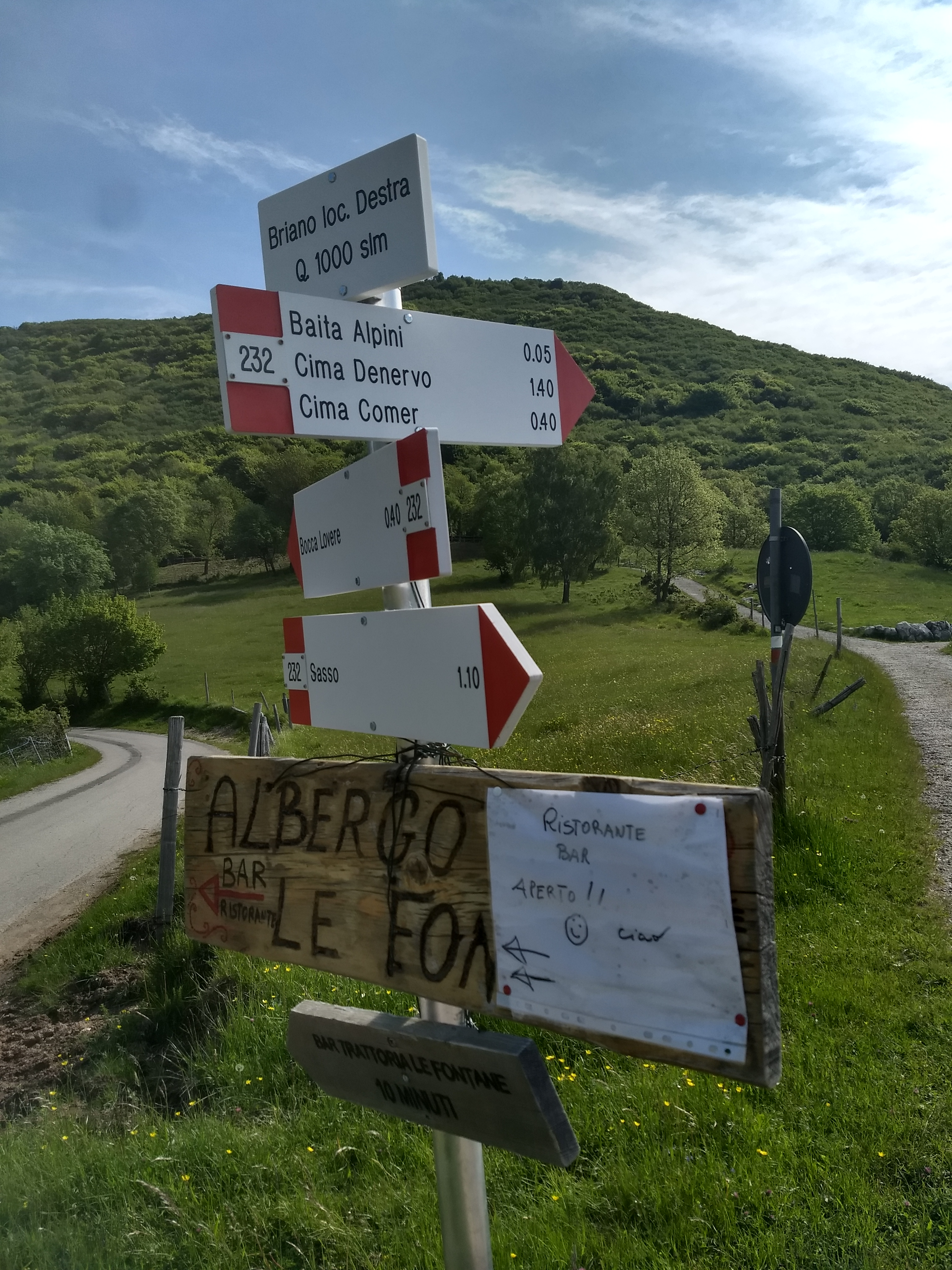
Loc. Destra di Briano il sentiero di salita al Monte Comer
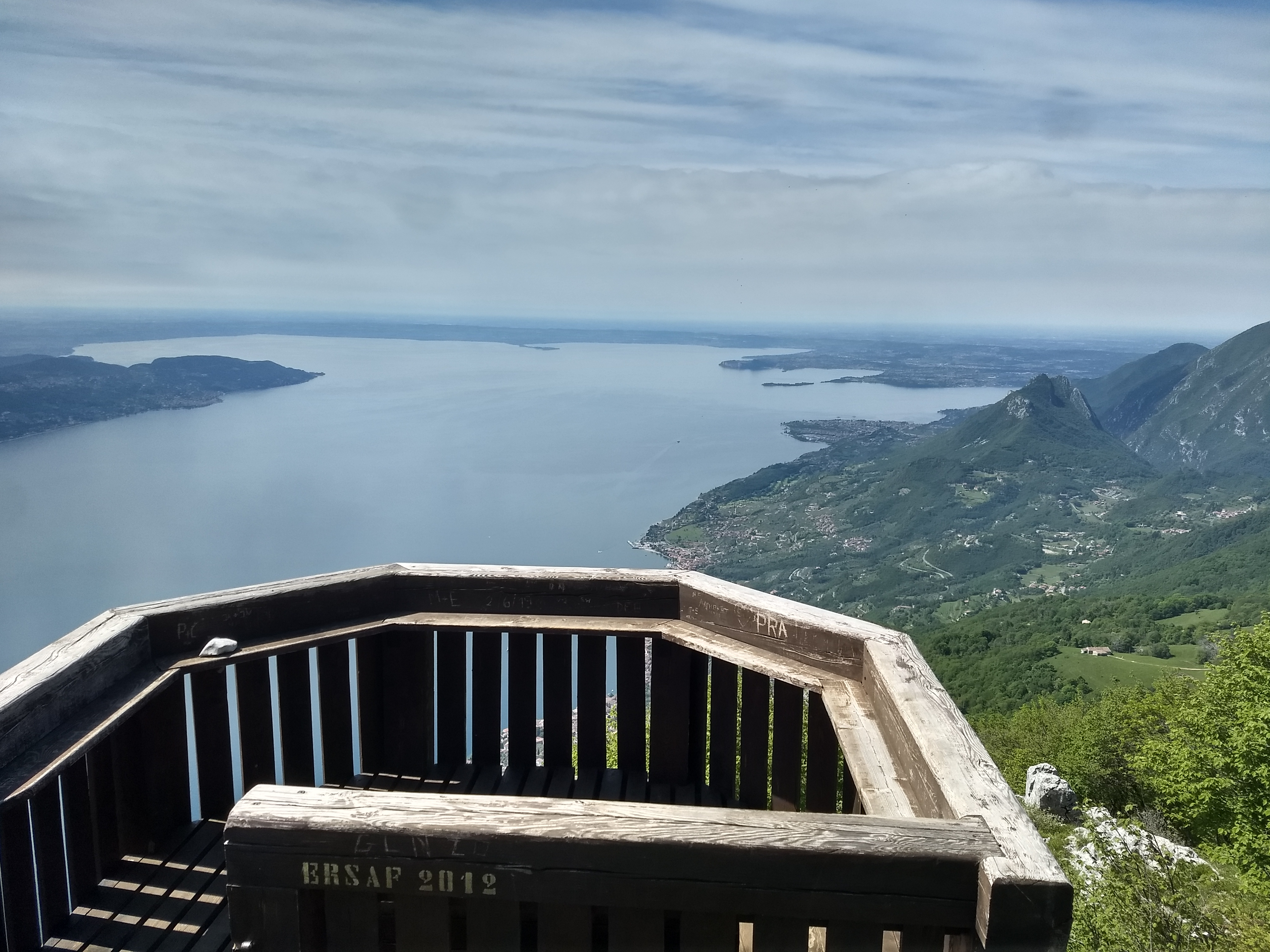
Il belvedere di Monte Comer
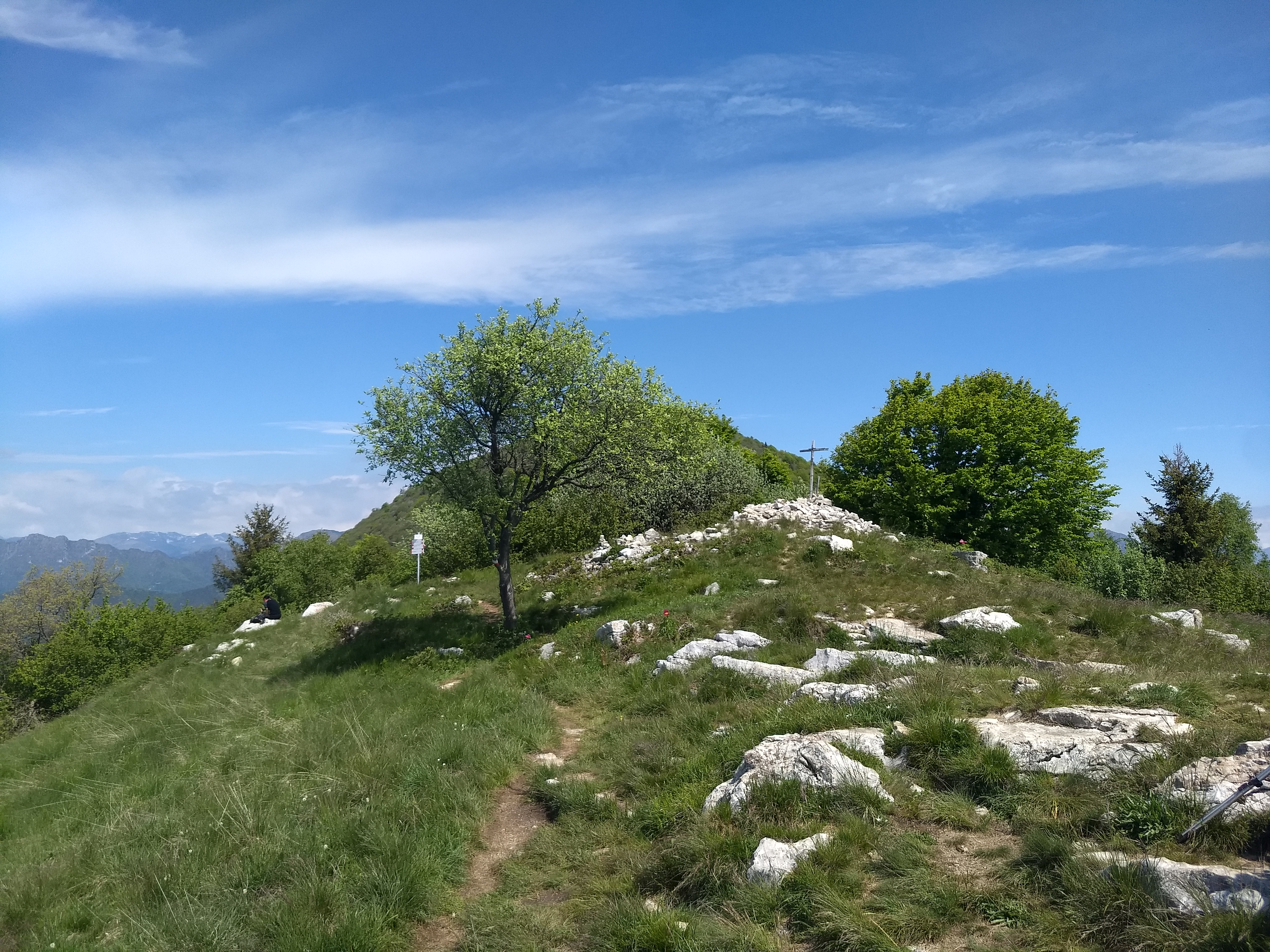
Cima Comer
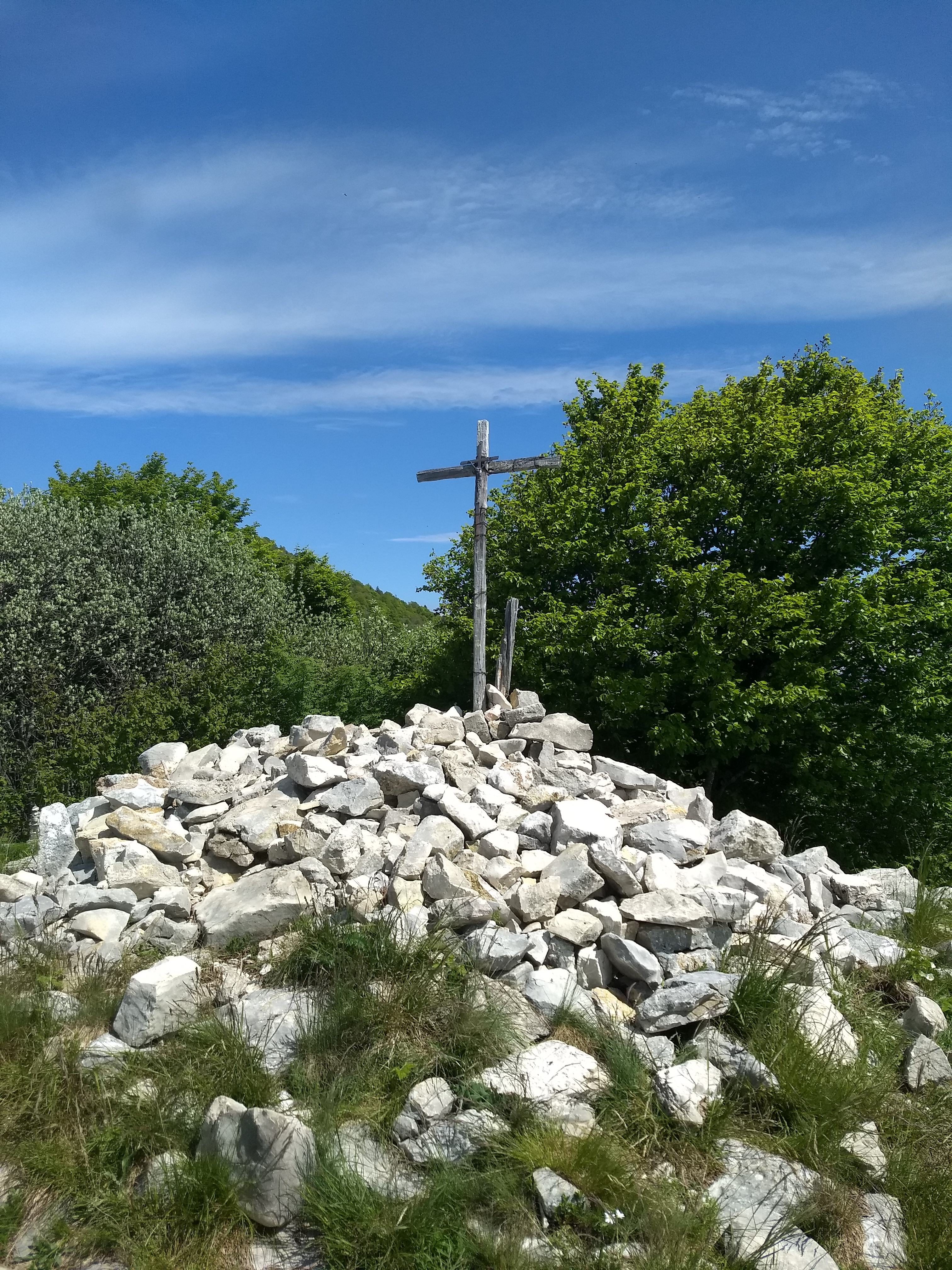
Cima Comer sormontata da una croce in legno
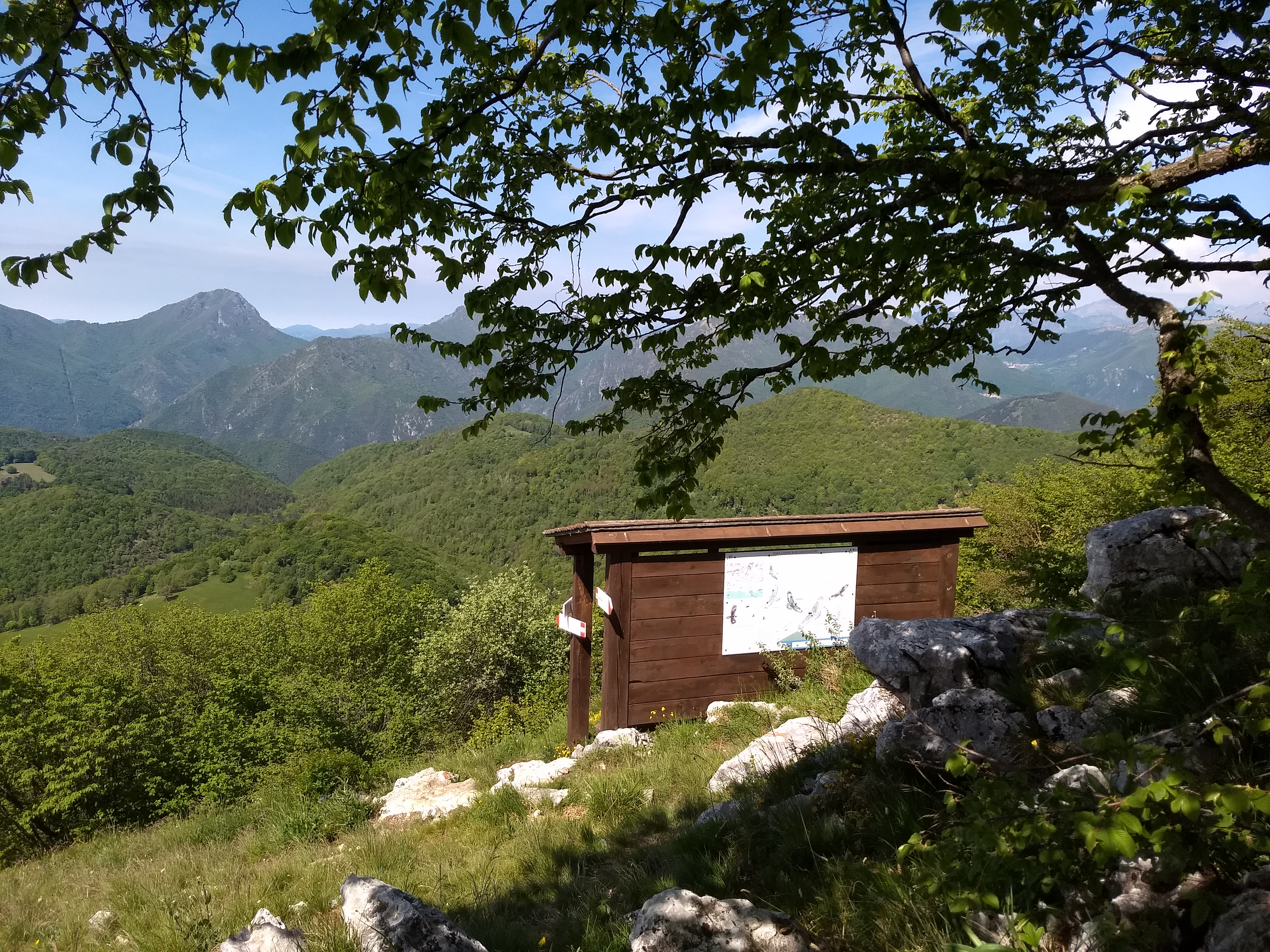
Cima Comer, l'osservatorio dei falconiformi
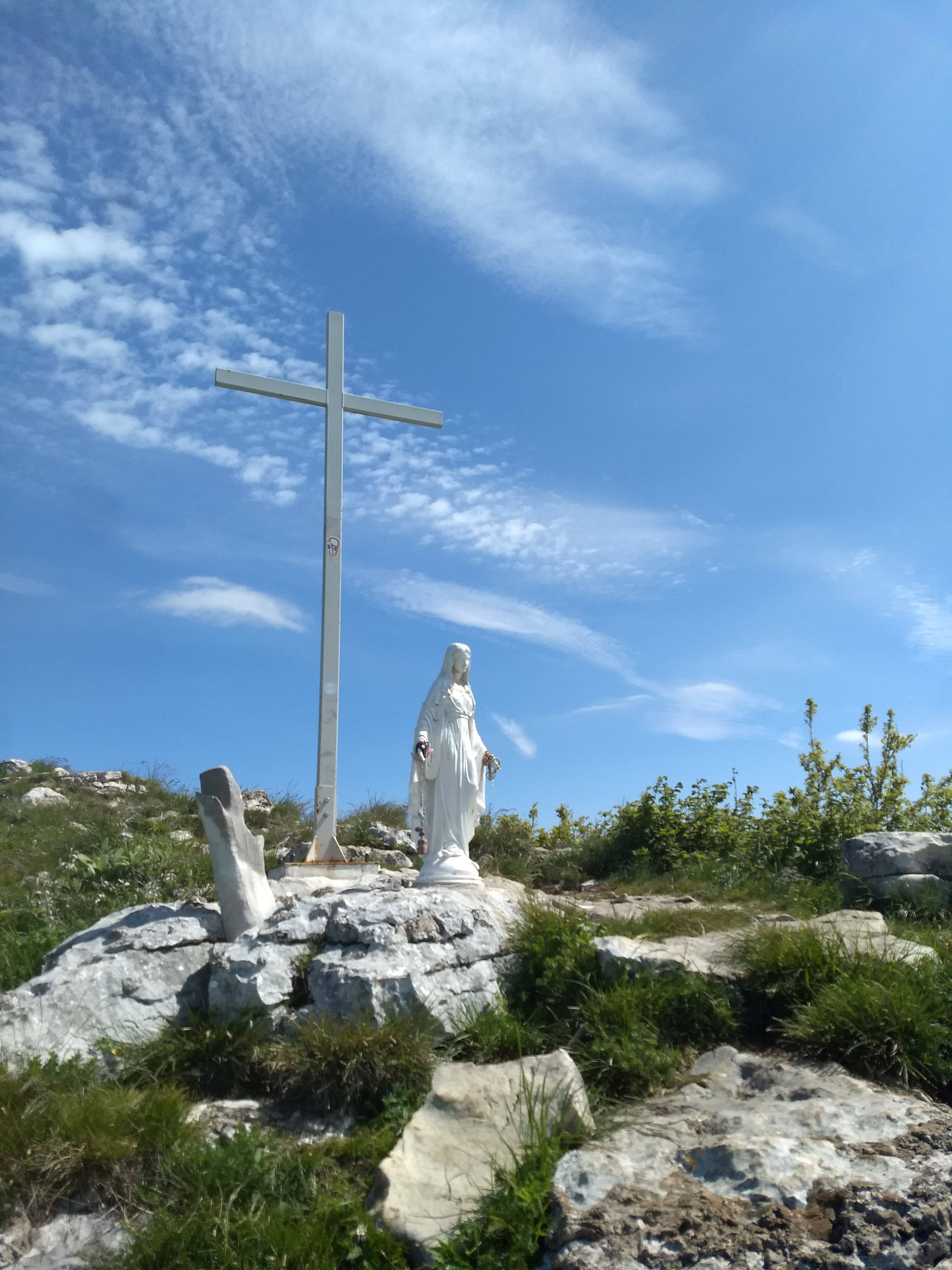
Cima Comer